# Kordíky, Banská Bystrica
Kordíky este o comună slovacă, aflată în districtul Banská Bystrica din regiunea Banská Bystrica. Localitatea se află la altitudinea de 845 m deasupra n.m., se întinde pe o suprafață de 9,97 km2 și în 2017 număra 445 de locuitori.

## Istoric
Localitatea Kordíky este atestată documentar din 1550.

## Demografie
| An:                | 1994 | 2004    | 2014    | 2024    |
| ------------------ | ---- | ------- | ------- | ------- |
| Număr de persoane: | 201  | 281     | 411     | 492     |
| Diferență:         |      | +39,80% | +46,26% | +19,70% |

| An:                | 2023 | 2024   |
| ------------------ | ---- | ------ |
| Număr de persoane: | 485  | 492    |
| Diferență:         |      | +1,44% |